# Грабовски, Петра
Петра Грабовски-Борцим (нем. Petra Grabowsky-Borzym; 31 января 1952, Бранденбург-на-Хафеле) — немецкая гребчиха-байдарочница, выступала за сборную ГДР в первой половине 1970-х годов. Серебряный призёр летних Олимпийских игр в Мюнхене, чемпионка мира, победительница многих регат национального и международного значения.

## Биография
Петра Грабовски родилась 31 января 1952 года в городе Бранденбург-на-Хафеле. Увлёкшись греблей на байдарках и каноэ, проходила подготовку в Потсдаме в местном спортивном клубе «Форвертс».
Первого серьёзного успеха на взрослом международном уровне добилась в сезоне 1970 года, когда попала в основной состав восточногерманской национальной сборной и побывала на чемпионате мира в Копенгагене, откуда привезла награды бронзового и серебряного достоинства, выигранные на дистанции 500 метров в зачёте двухместных и четырёхместных байдарок соответственно. Год спустя выступила на мировом первенстве в Белграде, где получила серебро в двойках на пятистах метрах и бронзу в четвёрках на пятистах метрах.
Благодаря череде удачных выступлений удостоилась права защищать честь страны на летних Олимпийских играх в Мюнхене. Стартовала здесь вместе с напарницей Ильзе Кашубе в программе двухместных байдарок на полукилометровой дистанции — они благополучно квалифицировались на предварительном этапе и в решающем заезде финишировали вторыми, завоевав тем самым серебряные олимпийские медали — лучшее время на финише показал только советский экипаж Людмилы Пинаевой и Екатерины Курышко. За это выдающееся достижение награждена бронзовым орденом «За заслуги перед Отечеством».
Став серебряной олимпийской призёркой, Грабовски осталась в основном составе гребной команды ГДР и продолжила принимать участие в крупнейших международных регатах. Так, в 1973 году она отправилась представлять страну на чемпионате мира в финском Тампере, где в паре с Кашубе на пятистах метрах обошла всех своих соперниц и получила золото. Кроме того, добавила в послужной список серебряную награду, полученную в одиночной полукилометровой дисциплине. Оставалась действующей спортсменкой вплоть до 1976 года, однако в последнее время уже не показывала сколько-нибудь значимые результаты на международной арене.
Впоследствии вышла замуж за немецкого гребца Ханса-Йоахима Борцима, бронзового призёра Олимпиады в Мюнхене по академической гребле в восьмёрках, и взяла его фамилию. Имеет высшее образование, в 1975 году окончила Потсдамский университет, где обучалась на кафедре спортивной педагогики.